# 3CORP Technology
A 3CORP Technology é uma empresa de telecomunicações sediada em Santana do Parnaíba, SP, com escritórios localizados no Rio de Janeiro e Brasília. A empresa comercializa plataformas de voz, dados e aplicações, atuando como Premium Partner da Alcatel-Lucent, Value Added Partner da Huawei Enterprise, Microsoft Gold Partner na competência Communications, parceira Enghouse e Vocale Solutions. Possui suporte técnico em todo o Brasil e atende a clientes de todos os segmentos.
A 3CORP Technology já participou de diversos eventos internacionais, como o Alcatel-Lucent Enterprise Forum 2006, 2007, 2008 e 2009, e junto com a Vocale Solutions participou da CeBIT 2006, 2007 e 2008.
Entre as empresas atendidas pela 3CORP (2021) estão: INSS, Banco do Brasil, Nestlé, Banco do Nordeste, Makro e outras empresas privadas e públicas. Além disso os serviços já alcançam 100 mil pessoas. 

## Premiações
- 2021 - Empresa Top 100 Telecom 2021 - Anuário Brasileiro de Telecom
- 2021 - Top 100 Informática- Anuário Brasileiro  Informática Hoje
- 2021 - Partner Huawei - Vertical - Summit
- 2020 - Empresa Top 100 Telecom 2020 - Anuário Brasileiro de Telecom
- 2020 - Top 100 Informática- Anuário Brasileiro  Informática Hoje
- 2019 - Empresa Top 100 Telecom 2019 - Anuário Brasileiro de Telecom
- 2019 - Top 100 Informática- Anuário Brasileiro  Informática Hoje
- 2018 - Empresa Top 100 Telecom 2018 - Anuário Brasileiro de Telecom
- 2018 - Top 100 Informática- Anuário Brasileiro  Informática Hoje
- 2017 - Empresa Top 100 Telecom 2017 - Anuário Brasileiro de Telecom
- 2017 - Top 100 Informática- Anuário Brasileiro  Informática Hoje
- 2016 - Empresa Top 100 Telecom 2016- Anuário Brasileiro de Telecom
- 2016 - Top 100 Informática- Anuário Brasileiro  Informática Hoje
- 2015 - Empresa Top 100 Telecom 2015 Anuário Brasileiro de Telecom
- 2015 - Top 100 Informática- Anuário Brasileiro  Informática Hoje
- 2007 – Breakthrought Award - Alcatel-Lucent
- 2007 – Maior projeto de Voz (INSS) - Alcatel-Lucent
- 2008 – Partner of the Year CALA - Alcatel-Lucent
- 2008 – Prêmio eFinance 2008 (Banco do Brasil) - Executivos Financeiros[11]
- 2009 – SMB Best Performer 2009 - Alcatel-Lucent
- 2009 – Prêmio eFinance 2009 (Banco do Brasil) - Executivos Financeiros[12]